# Lista gier wydanych na konsolę Nintendo Entertainment System
Lista gier wydanych na konsolę Nintendo Entertainment System – zawiera ona wszystkie tytuły licencjonowane, a także tytuły nielicencjonowane, nie zawiera natomiast tytułów pirackich i projektów typu homebrew.
Lista zawiera 710 licencjonowanych tytułów i 112 nielicencjonowanych. W sumie na tej liście znajdują się 822 gry z biblioteki konsoli NES.

## Licencjonowane gry
| Tytuł                                                       | Data wydania na konsolę NES | Producent                                     |
| 10-Yard Fight                                               | 18 października 1985        | Nintendo                                      |
| 1942                                                        | listopad 1986               | Capcom                                        |
| 1943: The Battle of Midway                                  | październik 1988            | Capcom                                        |
| 3-D WorldRunner                                             | wrzesień 1987               | Acclaim                                       |
| 720 Degrees                                                 | listopad 1989               | Mindscape                                     |
| 8 Eyes                                                      | styczeń 1990                | Taxan                                         |
| A Boy and His Blob: Trouble on Blobolonia                   | grudzień 1989               | Absolute Entertainment                        |
| A Nightmare on Elm Street                                   | październik 1990            | LJN                                           |
| Abadox                                                      | marzec 1990                 | Milton Bradley Company                        |
| Addams Family                                               | styczeń 1992                | Ocean Software                                |
| Addams Family: Pugsley's Scavenger Hunt                     | sierpień 1993               | Ocean Software                                |
| Advanced Dungeons & Dragons: DragonStrike                   | wrzesień 1992               | FCI                                           |
| Advanced Dungeons & Dragons: Heroes of the Lance            | styczeń 1991                | FCI                                           |
| Advanced Dungeons & Dragons: Hillsfar                       | luty 1993                   | FCI                                           |
| Advanced Dungeons & Dragons: Pool of Radiance               | kwiecień 1992               | FCI                                           |
| Adventure Island                                            | wrzesień 1988               | Hudson Soft                                   |
| Adventure Island II                                         | luty 1991                   | Hudson Soft/Mattel                            |
| Adventure Island III                                        | wrzesień 1992               | Hudson Soft                                   |
| Adventure Island IV                                         | czerwiec 1994               | Hudson Soft                                   |
| Adventures in the Magic Kingdom                             | czerwiec 1990               | Capcom                                        |
| Adventures of Bayou Billy                                   | czerwiec 1989               | Konami                                        |
| Adventures of Dino Riki                                     | wrzesień 1989               | Hudson Soft                                   |
| Adventures of Gilligan’s Island                             | lipiec 1990                 | Bandai                                        |
| Adventures of Lolo                                          | kwiecień 1989               | HAL Laboratory                                |
| Adventures of Lolo 2                                        | marzec 1990                 | HAL Laboratory                                |
| Adventures of Lolo 3                                        | wrzesień 1991               | HAL Laboratory                                |
| Adventures of Rad Gravity                                   | grudzień 1990               | Activision/Mattel                             |
| Adventures of Rocky and Bullwinkle and Friends              | grudzień 1992               | THQ                                           |
| Adventures of Tom Sawyer                                    | sierpień 1989               | SETA                                          |
| Air Fortress                                                | wrzesień 1989               | HAL Laboratory                                |
| Airwolf                                                     | 1988                        | Acclaim                                       |
| Al Unser Jr.'s Turbo Racing                                 | marzec 1990                 | Data East                                     |
| Alfred Chicken                                              | 1993                        | Mindscape                                     |
| Alien3                                                      | marzec 1993                 | LJN                                           |
| All-Pro Basketball                                          | grudzień 1989               | Vic Tokai                                     |
| Alpha Mission                                               | październik 1987            | SNK                                           |
| Amagon                                                      | kwiecień 1989               | Sammy Corporation                             |
| American Gladiators                                         | listopad 1991               | GameTek                                       |
| Anticipation                                                | listopad 1988               | Nintendo                                      |
| Arch Rivals                                                 | listopad 1990               | Acclaim                                       |
| Archon                                                      | grudzień 1989               | Activision                                    |
| Arkanoid                                                    | sierpień 1987               | Taito                                         |
| Arkista's Ring                                              | czerwiec 1990               | Sammy Corporation                             |
| Asterix                                                     | 1993                        | Infogrames                                    |
| Astyanax                                                    | marzec 1990                 | Jaleco                                        |
| Athena                                                      | sierpień 1987               | SNK                                           |
| Athletic World                                              | wrzesień 1987               | Bandai/Nintendo                               |
| Attack of the Killer Tomatoes                               | styczeń 1992                | THQ                                           |
| Aussie Rules Footy                                          | 1991                        | Laser Beam Entertainment                      |
| Back to the Future                                          | wrzesień1989                | LJN                                           |
| Back to the Future Part II & III                            | wrzesień 1990               | LJN                                           |
| Bad Dudes                                                   | lipiec 1990                 | Data East/Ocean Software                      |
| Bad News Baseball                                           | czerwiec 1990               | Tecmo                                         |
| Bad Street Brawler                                          | wrzesień 1989               | Mattel                                        |
| Balloon Fight                                               | 3 czerwca 1986              | Nintendo                                      |
| Banana Prince                                               | luty 1992                   | Takara                                        |
| Bandai Golf: Challenge Pebble Beach                         | luty 1989                   | Bandai                                        |
| Bandit Kings of Ancient China                               | grudzień 1990               | Koei                                          |
| Barbie                                                      | listopad 1991               | Hi Tech Expressions                           |
| Bard’s Tale                                                 | listopad 1991               | FCI                                           |
| Barker Bill’s Trick Shooting                                | sierpień 1990               | Nintendo                                      |
| Base Wars                                                   | czerwiec 1991               | Ultra Games                                   |
| Baseball                                                    | 18 października 1985        | Nintendo                                      |
| Baseball Simulator 1.000                                    | marzec 1990                 | Culture Brain                                 |
| Baseball Stars                                              | lipiec 1989                 | SNK                                           |
| Baseball Stars 2                                            | lipiec 1992                 | Romstar                                       |
| Bases Loaded                                                | lipiec 1988                 | Jaleco                                        |
| Bases Loaded II: Second Season                              | styczeń 1990                | Jaleco                                        |
| Bases Loaded 3                                              | wrzesień 1991               | Jaleco                                        |
| Bases Loaded 4                                              | kwiecień 1993               | Jaleco                                        |
| Batman                                                      | luty 1990                   | Sunsoft                                       |
| Batman Returns                                              | styczeń 1993                | Konami                                        |
| Batman: Return of the Joker                                 | grudzień 1991               | Sunsoft                                       |
| Battle Chess                                                | lipiec 1990                 | Data East                                     |
| Battle of Olympus                                           | grudzień 1989               | Broderbund/Imagineer                          |
| Battle Tank                                                 | wrzesień 1990               | Absolute Entertainment                        |
| Battleship                                                  | wrzesień 1993               | Mindscape                                     |
| Battletoads                                                 | czerwiec 1991               | Tradewest                                     |
| Battletoads & Double Dragon                                 | czerwiec 1993               | Tradewest                                     |
| Beetlejuice                                                 | maj 1991                    | LJN                                           |
| Best of the Best: Championship Karate                       | grudzień 1992               | Electro Brain/Loriciels                       |
| Bigfoot                                                     | sierpień 1990               | Acclaim                                       |
| Bill & Ted's Excellent Video Game Adventure                 | kwiecień 1991               | LJN                                           |
| Bill Elliott’s NASCAR Challenge                             | grudzień 1991               | Konami                                        |
| Bionic Commando                                             | grudzień 1988               | Capcom                                        |
| Black Bass                                                  | wrzesień 1989               | Hot B                                         |
| Blades of Steel                                             | grudzień 1988               | Konami/Mattel                                 |
| Blaster Master                                              | listopad 1988               | Sunsoft                                       |
| Blue Marlin                                                 | lipiec 1992                 | Hot B                                         |
| Blues Brothers                                              | wrzesień 1992               | Titus Software                                |
| Bo Jackson Baseball                                         | wrzesień 1991               | Data East                                     |
| Bomberman                                                   | styczeń 1989                | Hudson Soft                                   |
| Bomberman II                                                | 1991                        | Hudson Soft                                   |
| Bonk's Adventure                                            | styczeń 1994                | Hudson Soft                                   |
| Boulder Dash                                                | czerwiec 1990               | JVC                                           |
| Bram Stoker’s Dracula                                       | wrzesień 1993               | Sony Imagesoft                                |
| Break Time: The National Pool Tour                          | styczeń 1993                | FCI                                           |
| BreakThru                                                   | listopad 1987               | Data East                                     |
| Bubble Bobble                                               | listopad 1988               | Taito/Mattel                                  |
| Bubble Bobble Part 2                                        | sierpień 1993               | Taito                                         |
| Bucky O’Hare                                                | styczeń 1992                | Konami                                        |
| Bugs Bunny Birthday Blowout                                 | wrzesień 1990               | Kemco                                         |
| Bugs Bunny Crazy Castle                                     | wrzesień 1989               | Seika                                         |
| Bump 'n' Jump                                               | grudzień 1988               | Vic Tokai                                     |
| Burai Fighter                                               | marzec 1990                 | Taxan                                         |
| BurgerTime                                                  | maj 1987                    | Data East                                     |
| Cabal                                                       | czerwiec 1990               | Milton Bradley Company                        |
| Caesars Palace                                              | grudzień 1992               | Virgin                                        |
| California Games                                            | czerwiec 1989               | Milton Bradley Company                        |
| Capcom's Gold Medal Challenge '92                           | sierpień 1992               | Capcom                                        |
| Captain America and The Avengers                            | grudzień 1991               | Data East                                     |
| Captain Planet                                              | wrzesień 1991               | Mindscape                                     |
| Captain Skyhawk                                             | czerwiec 1990               | Milton Bradley Company/Rare                   |
| Casino Kid                                                  | październik 1989            | SOFEL                                         |
| Casino Kid 2                                                | kwiecień 1993               | SOFEL                                         |
| Castelian                                                   | czerwiec 1991               | Triffix/Storm                                 |
| Castle of Dragon                                            | czerwiec 1990               | SETA                                          |
| Castlequest                                                 | wrzesień 1989               | ASCII                                         |
| Castlevania                                                 | maj 1987                    | Konami                                        |
| Castlevania II: Simon’s Quest                               | grudzień 1988               | Konami                                        |
| Castlevania III: Dracula’s Curse                            | wrzesień 1990               | Konami                                        |
| Caveman Games                                               | październik 1990            | Data East                                     |
| Championship Bowling                                        | grudzień 1989               | Romstar                                       |
| Championship Pool                                           | październik 1993            | Mindscape                                     |
| Championship Rally                                          | 1991                        | HAL Laboratory                                |
| Chessmaster                                                 | styczeń 1990                | Hi Tech Expressions                           |
| Chip ’n Dale: Rescue Rangers                                | czerwiec 1990               | Capcom                                        |
| Chip ’n Dale Rescue Rangers 2                               | styczeń 1994                | Capcom                                        |
| Chubby Cherub                                               | październik 1986            | Bandai                                        |
| Circus Caper                                                | lipiec 1990                 | Toho                                          |
| City Connection                                             | maj 1988                    | Jaleco                                        |
| Clash at Demonhead                                          | styczeń 1990                | Vic Tokai                                     |
| Classic Concentration                                       | wtzesień 1990               | GameTek                                       |
| Cliffhanger                                                 | listopad 1993               | Sony Imagesoft                                |
| Clu Clu Land                                                | 18 października 1985        | Nintendo                                      |
| Cobra Command                                               | listopad 1988               | Data East                                     |
| Cobra Triangle                                              | lipiec 1989                 | Nintendo                                      |
| Code Name: Viper                                            | marzec 1990                 | Capcom                                        |
| Color a Dinosaur                                            | lipiec 1993                 | Virgin                                        |
| Commando                                                    | listopad 1986               | Capcom                                        |
| Conan: The Mysteries of Time                                | luty 1991                   | Mindscape                                     |
| Conflict                                                    | marzec 1990                 | Vic Tokai                                     |
| Conquest of the Crystal Palace                              | listopad 1990               | Asmik                                         |
| Contra                                                      | luty 1988                   | Konami                                        |
| Contra Force                                                | wrzesień 1992               | Konami                                        |
| Cool World                                                  | czerwiec 1993               | Ocean Software                                |
| Cowboy Kid                                                  | styczeń 1992                | Romstar                                       |
| Crackout                                                    | 1991                        | Palcom                                        |
| Crash 'n the Boys: Street Challenge                         | październik 1992            | Technos Japan                                 |
| Cross Fire                                                  | marzec 1991                 | Kyugo                                         |
| Crystalis                                                   | lipiec 1990                 | SNK                                           |
| Cyberball                                                   | 1992                        | Jaleco                                        |
| Cybernoid: The Fighting Machine                             | grudzień 1989               | Acclaim                                       |
| Dance Aerobics                                              | marzec 1989                 | Nintendo                                      |
| Danny Sullivan’s Indy Heat                                  | sierpień 1992               | Tradewest                                     |
| Darkman                                                     | październik 1991            | Ocean Software                                |
| Dash Galaxy in the Alien Asylum                             | luty 1990                   | Data East                                     |
| Day Dreamin’ Davey                                          | czerwiec 1992               | HAL Laboratory                                |
| Days of Thunder                                             | październik 1990            | Mindscape                                     |
| Deadly Towers                                               | wrzesień 1987               | Broderbund                                    |
| Defender II                                                 | lipiec 1988                 | HAL Laboratory                                |
| Defender of the Crown                                       | lipiec 1989                 | Ultra Games                                   |
| Defenders of Dynatron City                                  | lipiec 1992                 | JVC                                           |
| Déja Vu                                                     | grudzień 1990               | Seika                                         |
| Demon Sword                                                 | styczeń 1990                | Taito                                         |
| Desert Commander                                            | czerwiec 1989               | Seika                                         |
| Destination Earthstar                                       | luty 1990                   | Acclaim                                       |
| Destiny of an Emperor                                       | wrzesień 1990               | Capcom                                        |
| Devil World                                                 | 15 lipca 1987               | Nintendo                                      |
| Dick Tracy                                                  | sierpień 1990               | Bandai                                        |
| Die Hard                                                    | styczeń 1992                | Activision                                    |
| Dig Dug II                                                  | grudzień 1989               | Bandai                                        |
| Digger T. Rock: Legend of the Lost City                     | grudzień 1990               | Milton Bradley Company                        |
| Dirty Harry: The War Against Drugs                          | grudzień 1990               | Mindscape                                     |
| Disney's Aladdin                                            | 23 lutego 1995              | Virgin                                        |
| Disney's Beauty and the Beast                               | 1994                        | Hudson Soft                                   |
| Disney's Darkwing Duck                                      | czerwiec 1992               | Capcom                                        |
| Disney's The Jungle Book                                    | sierpień 1994               | Virgin                                        |
| Disney's The Lion King                                      | 25 maja 1995                | Virgin                                        |
| Disney's The Little Mermaid                                 | lipiec 1991                 | Capcom                                        |
| Donkey Kong                                                 | 1 czerwca 1986              | Nintendo                                      |
| Donkey Kong 3                                               | czeriwec 1986               | Nintendo                                      |
| Donkey Kong Classics                                        | październik 1988            | Nintendo                                      |
| Donkey Kong Jr.                                             | czerwiec 1986               | Nintendo                                      |
| Donkey Kong Jr. Math                                        | 18 października 1985        | Nintendo                                      |
| Double Dare                                                 | kwiecień 1990               | GameTek                                       |
| Double Dragon                                               | czerwiec 1988               | Tradewest                                     |
| Double Dragon II: The Revenge                               | styczeń 1990                | Acclaim                                       |
| Double Dragon 3: The Rosetta Stone                          | luty 1991                   | Acclaim                                       |
| Double Dribble                                              | wrzesień 1987               | Konami                                        |
| Dr. Chaos                                                   | listopad 1988               | FCI                                           |
| Dr. Jekyll and Mr. Hyde                                     | kwiecień 1989               | Bandai                                        |
| Dr. Mario                                                   | październik 1990            | Nintendo                                      |
| Dragon Fighter                                              | styczeń 1992                | SOFEL                                         |
| Dragon Power                                                | marzec 1988                 | Bandai                                        |
| Dragon Spirit                                               | czerwiec 1990               | Bandai                                        |
| Dragon Warrior                                              | sierpień 1989               | Nintendo                                      |
| Dragon Warrior II                                           | wrzesień 1990               | Enix                                          |
| Dragon Warrior III                                          | marzec 1992                 | Enix                                          |
| Dragon Warrior IV                                           | październik 1992            | Enix                                          |
| Dragon’s Lair                                               | grudzień 1990               | Sony Imagesoft/Elite Systems                  |
| Dropzone                                                    | 1992                        | Mindscape                                     |
| Duck Hunt                                                   | 18 października 1985        | Nintendo                                      |
| DuckTales                                                   | wrzesień 1989               | Capcom                                        |
| DuckTales 2                                                 | czerwiec 1993               | Capcom                                        |
| Dungeon Magic: Sword of the Elements                        | lipiec 1990                 | Taito                                         |
| Dusty Diamond's All-Star Softball                           | lipiec 1990                 | Broderbund                                    |
| Dynowarz: Destruction of Spondylus                          | kwiecień 1989               | Bandai                                        |
| Elevator Action                                             | sierpień 1987               | Taito                                         |
| Eliminator Boat Duel                                        | listopad 1991               | Electro Brain                                 |
| Elite                                                       | 1991                        | Imagineer                                     |
| Excitebike                                                  | 18 listopada 1985           | Nintendo                                      |
| F-117A Stealth Fighter                                      | grudzień 1992               | MicroProse                                    |
| F-15 Strike Eagle                                           | luty 1992                   | MicroProse                                    |
| Family Feud                                                 | maj 1991                    | GameTek                                       |
| Faria: A World of Mystery and Danger                        | czerwiec 1991               | ASCII                                         |
| Faxanadu                                                    | sierpień 1989               | Nintendo                                      |
| Felix the Cat                                               | październik 1992            | Hudson Soft                                   |
| Ferrari Grand Prix Challenge                                | czerwiec 1992               | Acclaim                                       |
| Fester's Quest                                              | wrzesień 1989               | Sunsoft                                       |
| Final Fantasy                                               | maj 1990                    | Nintendo                                      |
| Fire 'n Ice                                                 | 18 marca 1993               | Tecmo                                         |
| Fisher-Price: Firehouse Rescue                              | marzec 1992                 | GameTek                                       |
| Fisher-Price: I Can Remember                                | marzec 1990                 | GameTek                                       |
| Fisher-Price: Perfect Fit                                   | marzec 1990                 | GameTek                                       |
| Fist of the North Star                                      | kwiecień 1989               | Taxan                                         |
| Flight of the Intruder                                      | maj 1991                    | Mindscape                                     |
| Flintstones: The Rescue of Dino & Hoppy                     | grudzień 1991               | Taito/Mattel                                  |
| Flintstones: Surprise at Dinosaur Peak                      | 24 lutego 1994              | Taito                                         |
| Flying Dragon: The Secret Scroll                            | sierpień 1989               | Culture Brain                                 |
| Flying Warriors                                             | luty 1991                   | Culture Brain                                 |
| Formula One: Built to Win                                   | listopad 1990               | SETA                                          |
| Formula One Sensation                                       | 1993                        | Palcom                                        |
| Frankenstein: The Monster Returns                           | lipiec 1991                 | Bandai                                        |
| Freedom Force                                               | kwiecień 1988               | Sunsoft                                       |
| Friday the 13th                                             | luty 1989                   | LJN                                           |
| Fun House                                                   | styczeń 1991                | Hi Tech Expressions                           |
| G.I. Joe: A Real American Hero                              | styczeń 1991                | Taxan                                         |
| G.I. Joe: The Atlantis Factor                               | marzec 1992                 | Capcom                                        |
| Galaga                                                      | wrzesień 1988               | Bandai                                        |
| Galaxy 5000                                                 | luty 1991                   | Activision                                    |
| Gargoyle's Quest II                                         | październik 1992            | Capcom                                        |
| Gauntlet                                                    | styczeń 1987                | Tengen                                        |
| Gauntlet II                                                 | wrzesień 1990               | Mindscape                                     |
| Gemfire                                                     | marzec 1992                 | Koei                                          |
| Genghis Khan                                                | styczeń 1990                | Koei                                          |
| George Foreman's KO Boxing                                  | grudzień 1992               | Acclaim                                       |
| Ghostbusters                                                | październik 1988            | Activision                                    |
| Ghostbusters II                                             | kwiecień 1990               | Activision                                    |
| Ghosts'n Goblins                                            | listopad 1986               | Capcom                                        |
| Ghoul School                                                | marzec 1992                 | Electro Brain                                 |
| Goal!                                                       | październik 1989            | Jaleco                                        |
| Goal! Two                                                   | listopad 1992               | Jaleco                                        |
| Godzilla: Monster of Monsters                               | październik 1989            | Toho                                          |
| Godzilla 2: War of the Monsters                             | luty 1992                   | Toho                                          |
| Golf                                                        | 18 października 1985        | Nintendo                                      |
| Golf Grand Slam                                             | listopad 1991               | Atlus                                         |
| Golgo 13: Top Secret Episode                                | wrzesień 1988               | Vic Tokai                                     |
| Goonies II                                                  | listopad 1987               | Konami                                        |
| Gotcha! The Sport!                                          | listopad 1987               | LJN                                           |
| Gradius                                                     | grudzień 1986               | Konami                                        |
| Great Waldo Search                                          | grudzień 1992               | THQ                                           |
| Greg Norman's Golf Power                                    | lipiec 1992                 | Virgin                                        |
| Gremlins 2: The New Batch                                   | październik 1990            | Sunsoft                                       |
| Guardian Legend                                             | kwiecień 1989               | Broderbund/Nintendo                           |
| Guerrilla War                                               | czerwiec 1989               | SNK                                           |
| Gumshoe                                                     | 6 czerwca 1986              | Nintendo                                      |
| Gun-Nac                                                     | wrzesień 1991               | ASCII                                         |
| Gun.Smoke                                                   | luty 1988                   | Capcom                                        |
| Gyromite                                                    | 18 października 1985        | Nintendo                                      |
| Gyruss                                                      | luty 1989                   | Ultra Games                                   |
| Hammerin' Harry                                             | 1992                        | Irem                                          |
| Harlem Globetrotters                                        | marzec 1991                 | GameTek                                       |
| Hatris                                                      | kwiecień 1992               | BPS                                           |
| Heavy Barrel                                                | marzec 1990                 | Data East                                     |
| Heavy Shreddin'                                             | czerwiec 1990               | Parker Brothers                               |
| High Speed                                                  | lipiec 1991                 | Tradewest                                     |
| Hogan’s Alley                                               | 18 października 1985        | Nintendo                                      |
| Hollywood Squares                                           | wrzesień 1989               | GameTek                                       |
| Home Alone                                                  | październik 1991            | THQ                                           |
| Home Alone 2: Lost in New York                              | październik 1992            | THQ                                           |
| Hook                                                        | kwiecień 1992               | Sony Imagesoft/Ocean Software                 |
| Hoops                                                       | czerwiec 1989               | Jaleco                                        |
| Hudson Hawk                                                 | luty 1992                   | Sony Imagesoft/Ocean Software                 |
| Hunt for Red October                                        | styczeń 1991                | Hi Tech Expressions                           |
| Hydlide                                                     | czerwiec 1989               | FCI                                           |
| Ice Climber                                                 | 18 października 1985        | Nintendo                                      |
| Ice Hockey                                                  | marzec 1988                 | Nintendo                                      |
| Ikari Warriors                                              | sierpień 1987               | SNK                                           |
| Ikari Warriors II: Victory Road                             | kwiecień 1988               | SNK                                           |
| Ikari Warriors III: The Rescue                              | luty 1991                   | SNK                                           |
| Image Fight                                                 | czerwiec 1990               | Irem                                          |
| Immortal                                                    | listopad 1990               | Electronic Arts                               |
| Incredible Crash Dummies                                    | 21 października 1993        | LJN                                           |
| Indiana Jones and the Last Crusade (Taito)                  | marzec 1991                 | Taito                                         |
| Indiana Jones and the Last Crusade (Ubisoft)                | grudzień 1993               | Ubisoft                                       |
| Indiana Jones and the Temple of Doom                        | grudzień 1988               | Mindscape                                     |
| Infiltrator                                                 | styczeń 1990                | Mindscape                                     |
| International Cricket                                       | 1992                        | Mattel                                        |
| Iron Tank                                                   | lipiec 1988                 | SNK                                           |
| Ironsword: Wizards & Warriors II                            | grudzień 1989               | Acclaim                                       |
| Isolated Warrior                                            | luty 1991                   | Nippon Television                             |
| Ivan 'Ironman' Stewart’s Super Off Road                     | kwiecień 1990               | Tradewest                                     |
| Jack Nicklaus' Greatest 18 Holes of Major Championship Golf | marzec 1990                 | Konami                                        |
| Jackal                                                      | wrzesień 1988               | Konami                                        |
| Jackie Chan's Action Kung Fu                                | grudzień 1990               | Hudson Soft                                   |
| James Bond Jr.                                              | listopad 1992               | THQ                                           |
| Jaws                                                        | listopad 1987               | LJN                                           |
| Jeopardy!                                                   | wrzesień 1988               | GameTek                                       |
| Jeopardy! 25th Anniversary Edition                          | czerwiec 1990               | GameTek                                       |
| Jeopardy! Junior Edition                                    | paźdzeirnik 1989            | GameTek                                       |
| Jetsons: Cogswell’s Caper!                                  | grudzień 1992               | Taito                                         |
| Jimmy Connors Tennis                                        | listopad 1993               | Ubisoft                                       |
| Joe & Mac                                                   | grudzień 1992               | Data East                                     |
| John Elway's Quarterback                                    | marzec 1989                 | Tradewest                                     |
| Jordan vs. Bird: One on One                                 | sierpień 1989               | Milton Bradley Company                        |
| Journey to Silius                                           | wrzesień 1990               | Sunsoft                                       |
| Joust                                                       | październik 1988            | HAL Laboratory                                |
| Jurassic Park                                               | czerwiec 1993               | Ocean Software                                |
| Kabuki Quantum Fighter                                      | styczeń 1991                | HAL Laboratory                                |
| Karate Champ                                                | listopad 1986               | Data East                                     |
| Karate Kid                                                  | listopad 1987               | LJN                                           |
| Karnov                                                      | styczeń 1988                | Data East                                     |
| Kick Master                                                 | styczeń 1992                | Taito                                         |
| Kick Off                                                    | 22 lipca1992                | Imagineer                                     |
| Kickle Cubicle                                              | wrzesień 1990               | Irem                                          |
| Kid Icarus                                                  | lipiec 1987                 | Nintendo                                      |
| Kid Klown in Night Mayor World                              | kwiecień 1993               | Kemco                                         |
| Kid Kool                                                    | marzec 1990                 | Vic Tokai                                     |
| Kid Niki: Radical Ninja                                     | listopad 1987               | Data East                                     |
| King’s Knight                                               | wrzesień 1989               | Square                                        |
| Kings of the Beach                                          | styczeń 1990                | Ultra Games                                   |
| King’s Quest V: Absence Makes the Heart Go Yonder!          | czerwiec 1992               | Konami                                        |
| Kirby’s Adventure                                           | maj 1993                    | Nintendo/HAL Laboratory                       |
| KlashBall                                                   | lipiec 1991                 | SOFEL                                         |
| Knight Rider                                                | grudzień 1989               | Acclaim                                       |
| Konami Hyper Soccer                                         | 1992                        | Konami                                        |
| Krion Conquest                                              | styczeń 1991                | Vic Tokai                                     |
| Krusty's Fun House                                          | wrzesień 1992               | Acclaim                                       |
| Kung-Fu                                                     | 18 października 1985        | Nintendo                                      |
| Kung-Fu Heroes                                              | marzec 1989                 | Culture Brain                                 |
| Laser Invasion                                              | czerwiec 1991               | Ultra Games                                   |
| Last Action Hero                                            | październik 1993            | Sony Imagesoft                                |
| Last Ninja                                                  | luty 1991                   | Jaleco                                        |
| Last Starfighter                                            | czerwiec 1990               | Mindscape                                     |
| Lee Trevino's Fighting Golf                                 | wrzesień 1988               | SNK                                           |
| Legacy of the Wizard                                        | kwiecień 1989               | Broderbund                                    |
| Legend of the Ghost Lion                                    | październik 1992            | Kemco                                         |
| Legend of Kage                                              | sierpień 1987               | Taito                                         |
| Legend of Prince Valiant                                    | 1992                        | Ocean Software                                |
| Legend of Zelda                                             | 22 sierpnia 1987            | Nintendo                                      |
| Legendary Wings                                             | lipiec 1988                 | Capcom                                        |
| Legends of the Diamond                                      | styczeń 1992                | Bandai                                        |
| Lemmings                                                    | listopad 1992               | Sunsoft                                       |
| L’Empereur                                                  | listopad 1991               | Koei                                          |
| Lethal Weapon                                               | kwiecień 1993               | Ocean Software                                |
| Life Force                                                  | sierpień 1988               | Konami                                        |
| Little League Baseball: Championship Series                 | lipiec 1990                 | SNK                                           |
| Little Nemo: The Dream Master                               | wrzesień 1990               | Capcom                                        |
| Little Ninja Brothers                                       | grudzień 1990               | Culture Brain                                 |
| Little Samson                                               | listopad 1992               | Taito                                         |
| Lode Runner                                                 | wrzesień 1987               | Broderbund                                    |
| Lone Ranger                                                 | sierpień 1991               | Konami                                        |
| Loopz                                                       | październik 1990            | Mindscape                                     |
| Low G Man: The Low Gravity Man                              | wrzesień 1990               | Taxan                                         |
| Lunar Pool                                                  | październik 1987            | FCI                                           |
| M.C. Kids                                                   | luty 1992                   | Virgin/Ocean Software                         |
| M.U.L.E.                                                    | wrzesień 1990               | Mindscape                                     |
| M.U.S.C.L.E.                                                | październik 1986            | Bandai                                        |
| Mach Rider                                                  | 18 października1985         | Nintendo                                      |
| Mad Max                                                     | lipiec 1990                 | Mindscape                                     |
| Mafat Conspiracy                                            | czerwiec 1990               | Vic Tokai                                     |
| Magic Darts                                                 | wrzesień 1991               | Romstar                                       |
| Magic Johnson's Fast Break                                  | marzec 1990                 | Tradewest                                     |
| Magic of Scheherazade                                       | grudzień 1989               | Culture Brain                                 |
| Magician                                                    | luty 1991                   | Taxan                                         |
| MagMax                                                      | październik 1988            | FCI                                           |
| Major League Baseball                                       | kwiecień 1988               | LJN                                           |
| Maniac Mansion                                              | wrzesień 1990               | Jaleco                                        |
| Mappy-Land                                                  | kwiecień 1989               | Taxan                                         |
| Marble Madness                                              | marzec 1989                 | Milton Bradley Company                        |
| Mario Bros.                                                 | czerwiec 1986               | Nintendo                                      |
| Mario Is Missing!                                           | lipiec 1993                 | Mindscape                                     |
| Mario's Time Machine                                        | czerwiec 1994               | Mindscape                                     |
| Mechanized Attack                                           | czerwiec 1990               | SNK                                           |
| Mega Man                                                    | grudzień 1987               | Capcom                                        |
| Mega Man 2                                                  | czerwiec 1989               | Capcom                                        |
| Mega Man 3                                                  | listopad 1990               | Capcom                                        |
| Mega Man 4                                                  | styczeń 1992                | Capcom                                        |
| Mega Man 5                                                  | grudzień 1992               | Capcom                                        |
| Mega Man 6                                                  | marzec1994                  | Capcom/Nintendo                               |
| Mendel Palace                                               | październik 1990            | Hudson Soft                                   |
| Metal Gear                                                  | czerwiec 1988               | Ultra Games                                   |
| Metal Mech                                                  | marzec 1991                 | Jaleco                                        |
| Metal Storm                                                 | luty 1991                   | Irem                                          |
| Metroid                                                     | sierpień 1987               | Nintendo                                      |
| Michael Andretti's World GP                                 | czerwiec1990                | Sammy Corporation                             |
| Mickey Mousecapade                                          | październik 1988            | Capcom                                        |
| Mickey’s Adventures in Numberland                           | marzec 1994                 | Hi Tech Expressions                           |
| Mickey’s Safari in Letterland                               | marzec 1993                 | Hi Tech Expressions                           |
| Might and Magic Book One: The Secret of the Inner Sanctum   | sierpień 1992               | Sammy Corporation                             |
| Mighty Bomb Jack                                            | lipiec 1987                 | Tecmo                                         |
| Mighty Final Fight                                          | lipiec 1993                 | Capcom                                        |
| Mike Tyson's Punch-Out!!                                    | październik 1987            | Nintendo                                      |
| Millipede                                                   | październik 1988            | HAL Laboratory                                |
| Milon's Secret Castle                                       | wrzesień 1988               | Hudson Soft                                   |
| Miracle Piano Teaching System                               | 1990                        | Mindscape                                     |
| Mission: Impossible                                         | wrzesień 1990               | Ultra Games                                   |
| Monopoly                                                    | maj 1991                    | Parker Brothers                               |
| Monster in My Pocket                                        | styczeń 1992                | Konami                                        |
| Monster Party                                               | czerwiec 1989               | Bandai                                        |
| Monster Truck Rally                                         | wrzesień 1991               | Intellivision                                 |
| Motor City Patrol                                           | styczeń 1992                | Matchbox                                      |
| Mr. Gimmick!                                                | 19 maja 1993                | Sunsoft                                       |
| Ms. Pac-Man                                                 | listopad 1993               | Namco                                         |
| Muppet Adventure: Chaos at the Carnival                     | listopad 1990               | Hi Tech Expressions                           |
| Mutant Virus: Crisis in a Computer World                    | kwiecień 1992               | ASC Games                                     |
| Mystery Quest                                               | kwiecień 1989               | Taxan                                         |
| NARC                                                        | sierpień 1990               | Acclaim                                       |
| NES Open Tournament Golf                                    | wrzesień 1991               | Nintendo                                      |
| NES Play Action Football                                    | wrzesień 1990               | Nintendo                                      |
| New Ghostbusters II                                         | 1990                        | HAL Laboratory                                |
| NewZealand Story/Kiwi Kraze                                 | 1991                        | Taito/Ocean Software                          |
| NFL                                                         | wrzesień 1989               | LJN                                           |
| Nigel Mansell's World Championship Racing                   | październik 1993            | GameTek                                       |
| Nightshade                                                  | styczeń 1992                | Ultra Games                                   |
| Ninja Crusaders                                             | grudzień 1990               | Sammy Corporation                             |
| Ninja Gaiden                                                | marzec 1989                 | Tecmo                                         |
| Ninja Gaiden II: The Dark Sword of Chaos                    | maj 1990                    | Tecmo                                         |
| Ninja Gaiden III: The Ancient Ship of Doom                  | sierpień 1991               | Tecmo                                         |
| Ninja Kid                                                   | 29 października 1986        | Bandai                                        |
| Nintendo Campus Challenge                                   | 1991                        | Nintendo                                      |
| Nintendo World Championships                                | 1990                        | Nintendo                                      |
| Nintendo World Cup                                          | grudzień 1990               | Nintendo                                      |
| Noah's Ark                                                  | 1992                        | Konami                                        |
| Nobunaga's Ambition                                         | czerwiec 1989               | Koei                                          |
| Nobunaga's Ambition II                                      | kwiecień 1991               | Koei                                          |
| North & South                                               | grudzień 1990               | Seika                                         |
| Operation Wolf                                              | maj 1989                    | Taito                                         |
| Orb-3D                                                      | październik 1990            | Hi Tech Expressions                           |
| Othello                                                     | grudzień 1988               | Acclaim                                       |
| Over Horizon                                                | 1991                        | Hot B                                         |
| Overlord                                                    | styczeń 1993                | Virgin                                        |
| P.O.W.: Prisoners of War                                    | wrzesień 1989               | SNK                                           |
| Pac-Man                                                     | listopad 1993               | Namco                                         |
| Palamedes                                                   | listopad 1990               | Hot B                                         |
| Panic Restaurant                                            | sierpień 1992               | Taito                                         |
| Paperboy                                                    | grudzień 1988               | Mindscape                                     |
| Paperboy 2                                                  | kwiecień 1992               | Mindscape                                     |
| Parasol Stars: The Story of Bubble Bobble 3                 | 1991                        | Taito/Ocean Software                          |
| Parodius Da!                                                | 1992                        | Palcom                                        |
| Peter Pan and the Pirates                                   | styczeń 1991                | THQ                                           |
| Phantom Fighter                                             | kwiecień 1990               | FCI                                           |
| Pictionary                                                  | lipiec 1990                 | LJN                                           |
| Pinball                                                     | 18 października 1985        | Nintendo                                      |
| Pinball Quest                                               | czerwiec 1990               | Jaleco                                        |
| Pin*Bot                                                     | kwiecień 1990               | Nintendo                                      |
| Pipe Dream                                                  | wrzesień 1990               | BPS                                           |
| Pirates!                                                    | październik 1991            | Ultra Games                                   |
| Platoon                                                     | grudzień 1988               | Sunsoft                                       |
| Popeye                                                      | czerwiec 1986               | Nintendo                                      |
| Power Blade                                                 | marzec 1991                 | Taito                                         |
| Power Blade 2                                               | październik 1992            | Taito                                         |
| Power Punch II                                              | czerwiec 1992               | ASC Games                                     |
| Predator: Soon the Hunt Will Begin                          | kwiecień 1989               | Activision                                    |
| Prince of Persia                                            | listopad 1992               | Virgin                                        |
| Princess Tomato in the Salad Kingdom                        | luty 1991                   | Hudson Soft                                   |
| Pro Sport Hockey                                            | listopad 1993               | Jaleco                                        |
| Pro Wrestling                                               | marzec 1987                 | Nintendo                                      |
| Punisher                                                    | listopad 1990               | LJN                                           |
| Puss 'n Boots: Pero's Great Adventure                       | czerwiec 1990               | Electro Brain                                 |
| Puzznic                                                     | listopad 1990               | Taito                                         |
| Q*bert                                                      | luty 1989                   | Ultra Games                                   |
| Qix                                                         | styczeń 1991                | Taito                                         |
| R.B.I. Baseball                                             | 1988                        | Namco                                         |
| R.C. Pro-Am                                                 | luty 1988                   | Nintendo                                      |
| R.C. Pro-Am II                                              | grudzień 1992               | Tradewest                                     |
| Race America                                                | maj 1992                    | Absolute Entertainment/Milton Bradley Company |
| Racket Attack                                               | październik 1988            | Jaleco                                        |
| Rackets & Rivals                                            | 1993                        | Palcom                                        |
| Rad Racer                                                   | 1 października 1987         | Nintendo                                      |
| Rad Racer II                                                | czerwiec 1990               | Square                                        |
| Raid on Bungeling Bay                                       | wrzesień 1987               | Broderbund                                    |
| Rainbow Islands: The Story of Bubble Bobble 2               | czerwiec 1991               | Taito                                         |
| Rally Bike                                                  | wrzesień 1990               | Romstar                                       |
| Rambo                                                       | maj 1988                    | Acclaim                                       |
| Rampage                                                     | grudzień 1988               | Data East                                     |
| Rampart                                                     | styczeń 1992                | Jaleco                                        |
| Remote Control                                              | maj 1990                    | Hi Tech Expressions                           |
| Ren & Stimpy Show: Buckaroo$!                               | listopad 1993               | THQ                                           |
| Renegade                                                    | styczeń 1988                | Taito                                         |
| Rescue: The Embassy Mission                                 | styczeń 1990                | Seika                                         |
| Ring King                                                   | wrzesień 1987               | Data East                                     |
| River City Ransom                                           | styczeń 1990                | Technos Japan/Infogrames                      |
| Road Fighter                                                | 1991                        | Palcom                                        |
| RoadBlasters                                                | styczeń 1990                | Mindscape                                     |
| Robin Hood: Prince of Thieves                               | listopad 1991               | Virgin                                        |
| RoboCop                                                     | grudzień 1989               | Data East                                     |
| RoboCop 2                                                   | kwiecień 1991               | Data East                                     |
| RoboCop 3                                                   | sierpień 1992               | Ocean Software                                |
| Robowarrior                                                 | grudzień 1988               | Jaleco                                        |
| Rock 'n Ball                                                | styczeń 1990                | Nippon Television                             |
| Rocket Ranger                                               | czerwiec 1990               | Seika                                         |
| Rocketeer                                                   | maj 1991                    | Bandai                                        |
| Rockin’ Kats                                                | wrzesień 1991               | Atlus                                         |
| Rod Land                                                    | 1993                        | Jaleco                                        |
| Roger Clemens' MVP Baseball                                 | październik 1991            | LJN                                           |
| Rollerball                                                  | luty 1990                   | HAL Laboratory                                |
| Rollerblade Racer                                           | luty 1993                   | Hi Tech Expressions                           |
| RollerGames                                                 | wrzesień 1990               | Ultra Games                                   |
| Romance of the Three Kingdoms                               | październik 1989            | Koei                                          |
| Romance of the Three Kingdoms II                            | wrzesień 1991               | Koei                                          |
| Roundball: 2 on 2 Challenge                                 | maj 1992                    | Mindscape                                     |
| Rush'n Attack                                               | kwiecień 1987               | Konami                                        |
| Rygar                                                       | lipiec 1987                 | Tecmo                                         |
| S.C.A.T.: Special Cybernetic Attack Team                    | czerwiec 1991               | Natsume/Imagineer                             |
| Section Z                                                   | lipiec 1987                 | Capcom                                        |
| Seicross                                                    | październik 1988            | FCI                                           |
| Sesame Street: 1-2-3                                        | styczeń 1989                | Hi Tech Expressions                           |
| Sesame Street: A-B-C                                        | wrzesień 1989               | Hi Tech Expressions                           |
| Sesame Street: A-B-C/1-2-3                                  | listopad 1991               | Hi Tech Expressions                           |
| Sesame Street: Big Bird's Hide & Speak                      | październik 1990            | Hi Tech Expressions                           |
| Sesame Street: Countdown                                    | luty 1992                   | Hi Tech Expressions                           |
| Shadow of the Ninja                                         | grudzień 1990               | Natsume/Data East                             |
| Shadowgate                                                  | grudzień 1989               | Seika                                         |
| Shatterhand                                                 | grudzień 1991               | Jaleco                                        |
| Shingen the Ruler                                           | czerwiec 1990               | Hot B                                         |
| Shooting Range                                              | czerwiec 1989               | Bandai                                        |
| Short Order / Eggsplode!                                    | grudzień 1989               | Nintendo                                      |
| Side Pocket                                                 | czerwiec 1987               | Data East                                     |
| Silent Service                                              | grudzień 1989               | Ultra Games                                   |
| Silkworm                                                    | czerwiec 1990               | Sammy Corporation                             |
| Silver Surfer                                               | listopad 1990               | Arcadia Systems                               |
| Simpsons: Bart vs. the Space Mutants                        | luty 1991                   | Acclaim                                       |
| Simpsons: Bart vs. the World                                | grudzień 1991               | Acclaim                                       |
| Simpsons: Bartman Meets Radioactive Man                     | grudzień 1992               | Acclaim                                       |
| Skate or Die!                                               | grudzień 1988               | Ultra Games                                   |
| Skate or Die 2: The Search for Double Trouble               | wrzesień 1990               | Electronic Arts                               |
| Ski or Die                                                  | luty 1991                   | Ultra Games                                   |
| Sky Kid                                                     | wrzesień 1987               | Sunsoft                                       |
| Sky Shark                                                   | wrzesień 1989               | Taito                                         |
| Slalom                                                      | sierpień 1987               | Nintendo                                      |
| Smash TV                                                    | wrzesień 1991               | Acclaim                                       |
| Smurfs                                                      | 1994                        | Infogrames                                    |
| Snake Rattle 'n' Roll                                       | lipiec 1990                 | Nintendo                                      |
| Snake's Revenge                                             | kwiecień 1990               | Ultra Games/Konami                            |
| Snoopy's Silly Sports Spectacular                           | kwiecień 1990               | Seika                                         |
| Snow Brothers                                               | listopad 1991               | Capcom                                        |
| Soccer                                                      | marzec 1987                 | Nintendo                                      |
| Solar Jetman: Hunt for the Golden Warpship                  | wrzesień 1990               | Tradewest                                     |
| Solomon’s Key                                               | lipiec 1987                 | Tecmo                                         |
| Solstice: The Quest for the Staff of Demnos                 | czerwiec 1990               | Sony Imagesoft/Software Creations             |
| Space Shuttle Project                                       | listopad 1991               | Absolute Entertainment                        |
| Spelunker                                                   | wrzesień 1987               | Broderbund                                    |
| Spider-Man: Return of the Sinister Six                      | wrzesień 1992               | LJN                                           |
| Spot: The Video Game                                        | wrzesień 1990               | Arcadia Systems                               |
| Spy Hunter                                                  | wrzesień 1987               | Sunsoft                                       |
| Spy vs. Spy                                                 | październik 1988            | Seika                                         |
| Sqoon                                                       | wrzesień 1987               | Irem                                          |
| Stack-Up                                                    | 18 października 1985        | Nintendo                                      |
| Stadium Events                                              | wrzesień 1987               | Bandai                                        |
| Stanley: The Search for Dr. Livingston                      | październik 1992            | Electro Brain                                 |
| Star Force                                                  | listopad 1987               | Tecmo                                         |
| Star Soldier                                                | styczeń 1989                | Taxan                                         |
| Star Trek: 25th Anniversary                                 | luty 1992                   | Ultra Games                                   |
| Star Trek: The Next Generation                              | wrzesień 1993               | Absolute Entertainment                        |
| Star Voyager                                                | wrzesień 1987               | Acclaim                                       |
| Star Wars                                                   | listopad 1991               | JVC/LucasArts                                 |
| Star Wars: The Empire Strikes Back                          | marzec 1992                 | JVC                                           |
| Starship Hector                                             | czerwiec 1990               | Hudson Soft                                   |
| StarTropics                                                 | grudzień 1990               | Nintendo                                      |
| Stealth ATF                                                 | październik 1989            | Activision                                    |
| Stinger                                                     | wrzesień 1987               | Konami                                        |
| Street Cop                                                  | czerwiec 1989               | Bandai                                        |
| Street Fighter 2010: The Final Fight                        | wrzesień 1990               | Capcom                                        |
| Strider                                                     | lipiec 1989                 | Capcom                                        |
| Super C                                                     | kwiecień 1990               | Konami                                        |
| Super Cars                                                  | luty 1991                   | Electro Brain                                 |
| Super Dodge Ball                                            | czerwiec 1988               | Sony Imagesoft                                |
| Super Glove Ball                                            | październik 1990            | Mattel                                        |
| Super Jeopardy!                                             | wrzesień 1991               | GameTek                                       |
| Super Mario Bros.                                           | 18 października 1985        | Nintendo                                      |
| Super Mario Bros./Duck Hunt                                 | listopad 1988               | Nintendo                                      |
| Super Mario Bros./Duck Hunt/World Class Track Meet          | grudzień 1990               | Nintendo                                      |
| Super Mario Bros./Tetris/Nintendo World Cup                 | listopad 1988               | Nintendo                                      |
| Super Mario Bros. 2                                         | październik 1988            | Nintendo                                      |
| Super Mario Bros. 3                                         | luty 1990                   | Nintendo                                      |
| Super Pitfall                                               | listopad 1987               | Activision/FCI                                |
| Super Spike V'Ball                                          | luty 1990                   | Nintendo                                      |
| Super Spy Hunter                                            | luty 1992                   | Sunsoft                                       |
| Super Team Games                                            | listopad 1988               | Nintendo                                      |
| Super Turrican                                              | 22 lipca 1993               | Imagineer                                     |
| Superman                                                    | grudzień 1988               | Seika                                         |
| Swamp Thing                                                 | grudzień 1992               | THQ                                           |
| Sword Master                                                | styczeń 1992                | Activision                                    |
| Swords and Serpents                                         | sierpień 1990               | Acclaim                                       |
| Taboo: The Sixth Sense                                      | kwiecień 1989               | Tradewest                                     |
| Tag Team Wrestling                                          | październik 1986            | Data East                                     |
| TaleSpin                                                    | grudzień 1991               | Capcom                                        |
| Target: Renegade                                            | marzec 1990                 | Taito                                         |
| Tecmo Baseball                                              | styczeń 1989                | Tecmo                                         |
| Tecmo Bowl                                                  | luty 1989                   | Tecmo                                         |
| Tecmo Cup Soccer Game                                       | wrzesień 1992               | Tecmo                                         |
| Tecmo NBA Basketball                                        | listopad 1992               | Tecmo                                         |
| Tecmo Super Bowl                                            | grudzień 1991               | Tecmo                                         |
| Tecmo World Cup Soccer                                      | 1991                        | Tecmo                                         |
| Tecmo World Wrestling                                       | kwiecień 1990               | Tecmo                                         |
| Teenage Mutant Ninja Turtles                                | czerwiec 1989               | Ultra Games                                   |
| Teenage Mutant Ninja Turtles II: The Arcade Game            | grudzień 1990               | Ultra Games                                   |
| Teenage Mutant Ninja Turtles III: The Manhattan Project     | luty 1992                   | Konami                                        |
| Teenage Mutant Ninja Turtles: Tournament Fighters           | luty 1994                   | Konami                                        |
| Tennis                                                      | 18 października 1985        | Nintendo                                      |
| Terminator                                                  | grudzień 1992               | Mindscape                                     |
| Terminator 2: Judgment Day                                  | luty 1992                   | LJN                                           |
| Terra Cresta                                                | marzec 1990                 | Vic Tokai                                     |
| Tetris                                                      | listopad 1989               | Nintendo                                      |
| Tetris 2                                                    | październik 1993            | Nintendo                                      |
| Three Stooges                                               | październik 1989            | Activision                                    |
| Thunder & Lightning                                         | grudzień 1990               | Romstar                                       |
| Thunderbirds                                                | wrzesień 1990               | Activision                                    |
| Thundercade                                                 | lipiec 1989                 | Sammy Corporation                             |
| Tiger Heli                                                  | wrzesień 1987               | Acclaim                                       |
| Time Lord                                                   | wrzesień 1990               | Milton Bradley Company                        |
| Times of Lore                                               | maj 1991                    | Toho                                          |
| Tiny Toon Adventures                                        | grudzień 1991               | Konami                                        |
| Tiny Toon Adventures 2: Trouble in Wackyland                | kwiecień 1993               | Konami                                        |
| Tiny Toon Adventures Cartoon Workshop                       | grudzień 1992               | Konami                                        |
| To the Earth                                                | listopad 1989               | Nintendo                                      |
| Toki                                                        | grudzień 1991               | Taito                                         |
| Tom and Jerry (and Tuffy)                                   | grudzień 1991               | Hi Tech Expressions                           |
| Tombs & Treasure                                            | czerwiec 1991               | Activision                                    |
| Top Gun                                                     | listopad 1987               | Konami                                        |
| Top Gun: The Second Mission                                 | styczeń 1990                | Konami                                        |
| Top Players’ Tennis                                         | styczeń 1990                | Asmik                                         |
| Total Recall                                                | sierpień 1990               | Acclaim                                       |
| Totally Rad                                                 | marzec 1991                 | Jaleco                                        |
| Touch Down Fever                                            | luty 1991                   | SNK                                           |
| Town & Country Surf Designs: Wood & Water Rage              | luty 1988                   | LJN                                           |
| Town & Country II: Thrilla's Surfari                        | marzec 1992                 | Acclaim                                       |
| Toxic Crusaders                                             | kwiecień 1992               | Bandai                                        |
| Track & Field                                               | kwiecień 1987               | Konami                                        |
| Track & Field II                                            | czerwiec 1989               | Konami                                        |
| Treasure Master                                             | grudzień 1991               | ASC Games                                     |
| Trog!                                                       | październik 1991            | Acclaim                                       |
| Trojan                                                      | luty 1987                   | Capcom                                        |
| Trolls in Crazyland                                         | 1991                        | ASC Games                                     |
| Twin Cobra                                                  | styczeń 1990                | Sammy Corporation                             |
| Twin Eagle                                                  | październik 1989            | Romstar                                       |
| Ufouria: The Saga                                           | 19 listopada 1992           | Sunsoft                                       |
| Ultima III: Exodus                                          | luty 1989                   | FCI                                           |
| Ultima IV: Quest of the Avatar                              | grudzień 1990               | FCI                                           |
| Ultima V: Warriors of Destiny                               | styczeń 1993                | FCI                                           |
| Ultimate Air Combat                                         | kwiecień 1992               | Activision                                    |
| Ultimate Basketball                                         | wrzesień 1990               | Sammy Corporation                             |
| Uncanny X-Men                                               | grudzień 1989               | LJN                                           |
| Uncharted Waters                                            | listopad 1991               | Koei                                          |
| Uninvited                                                   | czerwiec 1991               | Seika                                         |
| Untouchables                                                | styczeń 1991                | Ocean Software                                |
| Urban Champion                                              | 1 października 1986         | Nintendo                                      |
| Vegas Dream                                                 | marzec 1990                 | HAL Laboratory                                |
| Vice: Project Doom                                          | listopad 1991               | Sammy Corporation                             |
| Videomation                                                 | czerwiec 1991               | THQ                                           |
| Volleyball                                                  | marzec 1987                 | Nintendo                                      |
| Wacky Races                                                 | maj 1992                    | Atlus                                         |
| Wall Street Kid                                             | czerwiec 1990               | SOFEL                                         |
| Wario's Woods                                               | 10 grudnia 1994             | Nintendo                                      |
| Wayne Gretzky Hockey                                        | styczeń 1991                | THQ                                           |
| Wayne’s World                                               | listopad 1993               | THQ                                           |
| WCW Wrestling                                               | kweicień 1990               | FCI                                           |
| Werewolf: The Last Warrior                                  | listopad 1990               | Data East                                     |
| Wheel of Fortune                                            | wrzesień 1988               | GameTek                                       |
| Wheel of Fortune Family Edition                             | marzec 1990                 | GameTek                                       |
| Wheel of Fortune: Featuring Vanna White                     | styczeń 1992                | GameTek                                       |
| Wheel of Fortune Junior Edition                             | październik 1989            | GameTek                                       |
| Where in Time Is Carmen Sandiego?                           | listopad 1991               | Konami                                        |
| Where's Waldo?                                              | wrzesień 1991               | THQ                                           |
| Who Framed Roger Rabbit?                                    | wrzesień 1989               | LJN                                           |
| Whomp 'Em                                                   | marzec 1991                 | Jaleco                                        |
| Widget                                                      | listopad 1992               | Atlus                                         |
| Wild Gunman                                                 | 18 października 1985        | Nintendo                                      |
| Willow                                                      | grudzień 1989               | Capcom                                        |
| Win, Lose, or Draw                                          | marzec 1990                 | Hi Tech Expressions                           |
| Winter Games                                                | wrzesień 1987               | Acclaim                                       |
| Wizardry: Proving Grounds of the Mad Overlord               | lipiec 1990                 | ASCII                                         |
| Wizardry II: The Knight of Diamonds                         | kwiecień                    | ASCII                                         |
| Wizards & Warriors                                          | grudzień 1987               | Acclaim                                       |
| Wizards & Warriors III: Kuros: Visions of Power             | marzec 1992                 | Acclaim                                       |
| Wolverine                                                   | październik 1991            | LJN                                           |
| World Champ                                                 | kwiecień 1991               | Romstar                                       |
| World Class Track Meet                                      | sierpień 1988               | Nintendo                                      |
| World Games                                                 | marzec 1989                 | Milton Bradley Company                        |
| Wrath of the Black Manta                                    | kwiecień 1990               | Taito                                         |
| Wrecking Crew                                               | 18 października 1985        | Nintendo                                      |
| Wurm: Journey to the Center of the Earth                    | listopad 1991               | Asmik                                         |
| WWF King of the Ring                                        | listopad 1993               | LJN                                           |
| WWF WrestleMania                                            | styczeń 1989                | Acclaim                                       |
| WWF WrestleMania Challenge                                  | listopad 1990               | LJN                                           |
| WWF WrestleMania: Steel Cage Challenge                      | wrzesień 1992               | Acclaim                                       |
| Xenophobe                                                   | grudzień 1988               | Sunsoft                                       |
| Xevious                                                     | wrzesień 1988               | Bandai                                        |
| Xexyz                                                       | kwiecień 1990               | Hudson Soft                                   |
| Yo! Noid                                                    | listopad 1990               | Capcom                                        |
| Yoshi                                                       | czerwiec 1992               | Nintendo                                      |
| Yoshi's Cookie                                              | kwiecień 1993               | Nintendo                                      |
| Young Indiana Jones Chronicles                              | grudzień 1992               | Jaleco                                        |
| Zanac                                                       | październik 1987            | FCI                                           |
| Zelda II: The Adventure of Link                             | 26 września 1988            | Nintendo                                      |
| Zen the Intergalactic Ninja                                 | marzec 1993                 | Konami                                        |
| Zoda's Revenge: StarTropics II                              | marzec 1994                 | Nintendo                                      |
| Zombie Nation                                               | wrzesień 1991               | Meldac                                        |

## Niewydane gry
| Tytuł            | Rok | Producent       |
| ---------------- | --- | --------------- |
| Bio Force Ape    | -   | SETA            |
| Drac's Night Out | -   | Parker Brothers |

## Nielicencjonowane gry
| Tytuł                                   | Rok  | Producent                        |
| --------------------------------------- | ---- | -------------------------------- |
| Caltron 6 in 1                          | 1992 | Caltron                          |
| Action 52                               | 1991 | Active Enterprises               |
| After Burner                            | 1989 | Tengen                           |
| Alien Syndrome                          | 1988 | Tengen                           |
| Baby Boomer                             | 1989 | Color Dreams                     |
| Bee 52                                  | 1992 | Camerica                         |
| Bible Adventures                        | 1990 | Wisdom Tree                      |
| Bible Buffet                            | 1993 | Wisdom Tree                      |
| Big Nose Freaks Out                     | 1992 | Camerica                         |
| Big Nose the Caveman                    | 1991 | Camerica                         |
| Blackjack                               | 1992 | American Video Entertainment     |
| Bubble Bath Babes                       | 1991 | Panesian                         |
| Captain Comic – The Adventure           | 1989 | Color Dreams                     |
| Castle of Deceit                        | 1990 | Bunch Games                      |
| Challenge of the Dragon                 | 1990 | Color Dreams                     |
| Cheetahmen II                           | 1993 | Active Enterprises               |
| Chiller                                 | 1990 | American Game Cartridges/HES     |
| Crystal Mines                           | 1989 | Color Dreams                     |
| Death Race                              | 1990 | American Game Cartridges         |
| Deathbots                               | 1990 | American Video Entertainment     |
| Decathlon                               | 1992 | C&E                              |
| Dizzy the Adventurer                    | 1993 | Codemasters                      |
| Double Strike                           | 1990 | American Video Entertainment/HES |
| Dudes with Attitude                     | 1990 | American Video Entertainment     |
| Exodus                                  | 1990 | Wisdom Tree                      |
| F-15 City War                           | 1990 | American Video Entertainment/HES |
| Fantastic Adventures of Dizzy           | 1993 | Camerica/Codemasters             |
| Fantasy Zone                            | 1989 | Tengen                           |
| Firehawk                                | 1989 | Camerica                         |
| Galactic Crusader                       | 1990 | Bunch Games                      |
| Hot Slots                               | 1991 | Panesian                         |
| Hell Fighter                            | 1991 | Sachen                           |
| Impossible Mission II                   | 1989 | American Video Entertainment     |
| Indiana Jones and the Temple of Doom    | 1988 | Tengen                           |
| Joshua & the Battle of Jericho          | 1992 | Wisdom Tree                      |
| Kart Fighter                            | 1993 | Ge De Industry Co.               |
| King Neptune's Adventure                | 1990 | Color Dreams                     |
| King of Kings: The Early Years          | 1991 | Wisdom Tree                      |
| Klax                                    | 1990 | Tengen                           |
| Krazy Kreatures                         | 1990 | American Video Entertainment     |
| Linus Spacehead's Cosmic Crusade        | 1991 | Camerica                         |
| Little Red Hood                         | 1989 | HES                              |
| Magic Jewelry                           | 1990 | Hwang Shinwei                    |
| Master Chu and the Drunkard Hu          | 1989 | Color Dreams                     |
| Maxi 15                                 | 1992 | American Video Entertainment     |
| Menace Beach                            | 1990 | Color Dreams                     |
| Mermaids of Atlantis                    | 1991 | American Video Entertainment     |
| Metal Fighter                           | 1989 | Color Dreams                     |
| Micro Machines                          | 1991 | Camerica                         |
| MiG-29: Soviet Fighter                  | 1989 | Camerica                         |
| Mission Cobra                           | 1990 | Bunch Games                      |
| Moon Ranger                             | 1990 | Bunch Games                      |
| Ms. Pac-Man                             | 1990 | Tengen                           |
| Operation Secret Storm                  | 1991 | Color Dreams                     |
| Pac-Man                                 | 1988 | Tengen                           |
| Pac-Mania                               | 1990 | Tengen                           |
| Peek-A-Boo Poker                        | 1991 | Panesian                         |
| Pesterminator: The Western Exterminator | 1990 | Color Dreams                     |
| P'Radikus Conflict                      | 1990 | Color Dreams                     |
| Puzzle                                  | 1990 | American Video Entertainment     |
| Pyramid                                 | 1990 | American Video Entertainment     |
| Quattro Adventure                       | 1991 | Camerica                         |
| Quattro Arcade                          | 1991 | Camerica                         |
| Quattro Sports                          | 1991 | Camerica                         |
| RacerMate Challenge II                  | 1987 | RacerMate                        |
| Rad Racket: Deluxe Tennis II            | 1991 | American Video Entertainment     |
| Raid 2020                               | 1989 | Color Dreams                     |
| R.B.I. Baseball                         | 1988 | Tengen                           |
| R.B.I. Baseball 2                       | 1990 | Tengen                           |
| R.B.I. Baseball 3                       | 1991 | Tengen                           |
| Road Runner                             | 1989 | Tengen                           |
| Robodemons                              | 1990 | Color Dreams                     |
| Rolling Thunder                         | 1988 | Tengen                           |
| Secret Scout in the Temple of Demise    | 1991 | Color Dreams                     |
| Shinobi                                 | 1989 | Tengen                           |
| Shockwave                               | 1990 | American Game Cartridges         |
| Silent Assault                          | 1990 | Color Dreams                     |
| Skull & Crossbones                      | 1990 | Tengen                           |
| Solitaire                               | 1992 | American Video Entertainment     |
| Somari                                  | 1994 | Ge De Industry Co.               |
| Spiritual Warfare                       | 1992 | Wisdom Tree                      |
| Stunt Kids                              | 1992 | Camerica                         |
| Sunday Funday                           | 1995 | Wisdom Tree                      |
| Super Sprint                            | 1989 | Tengen                           |
| Tagin' Dragon                           | 1990 | Bunch Games                      |
| Tengen Tetris                           | 1989 | Tengen                           |
| Tiles of Fate                           | 1990 | American Video Entertainment     |
| Toobin'                                 | 1989 | Tengen                           |
| Trolls on Treasure Island               | 1994 | American Video Entertainment     |
| Ultimate League Soccer                  | 1991 | American Video Entertainment     |
| Ultimate Stuntman                       | 1990 | Camerica                         |
| Venice Beach Volleyball                 | 1991 | American Video Entertainment     |
| Vindicators                             | 1988 | Tengen                           |
| Wally Bear and the NO! Gang             | 1992 | American Video Entertainment     |